# Aroldo
Aroldo je opera Giuseppe Verdiho o čtyřech jednáních. Jedná se o přepracování starší Verdiho opery Stiffelio z roku 1850. Autorem libreta byl Francesco Maria Piave. Premiéra proběhla dne 16. srpna 1857 v Teatro Nuovo Comunale v Rimini.